# Yhden Enkelin Unelma
„Yhden Enkelin Unelma” este primul disc single lansat de cântăreața finlandeză Tarja Turunen. Fiind produs de Esa Nieminen, discul a ocupat prima poziție în clasamentele de specialitate din Finlanda în decembrie 2004; de asemenea, materialul a obținut discul de aur în țara natală a artistei.

## Ordinea pieselor pe disc
Versiunea standard
1. „En Etsi Valtaa, Loistoa” — 3:30
2. „Kun Joulu On” — 3:36
3. „En Etsi Valtaa, Loistoa (live)” — 3:32
4. „Kun Joulu On (live)” — 3:31